# Bruk-Bet Termalica Nieciecza
Bruk-Bet Termalica Nieciecza (celým názvem Bruk-Bet Termalica Nieciecza Klub Sportowy) je polský fotbalový klub z obce Nieciecza založený v roce 1922. Datum založení je i v klubovém emblému. Domácím hřištěm je stadion Niecieczy s kapacitou 2 093 míst. Ve znaku klubu ve tvaru erbu je slon.
Od sezony 2010/11 hrál v polské druhé lize, která se jmenuje I liga. V sezóně 2014/15 poprvé v historii postoupil do Ekstraklasy, obec se 750 obyvateli se tak stala nejmenším účastníkem polské nejvyšší fotbalové ligy v historii.

## Názvy klubu
- od 1946 – LZS Nieciecza[1]
- od 2004 – LKS Nieciecza[1]
- od jarní části sezony 2004/05 – LKS Bruk-Bet Nieciecza[1]
- od sezony 2009/10 – Bruk-Bet Nieciecza[1]
- od 17. 6. 2010 – Termalica Bruk-Bet Nieciecza KS[1]
- od června 2016 – Bruk-Bet Termalica Nieciecza KS[1]

## Úspěchy
- I liga - 1× 3. místo (2012/13)[1]

## Čeští hráči v klubu
Zde je seznam českých hráčů, kteří působili v klubu Bruk-Bet Nieciecza:
- Mario Lička[3]
- Vojtěch Schulmeister[4]
- Martin Zeman
- Michal Bezpalec
- Michal Hubínek
- Adam Hloušek
- Matěj Hybš
- Tomáš Poznar